# Rhodocleptria feildi
Rhodocleptria feildi là một loài bướm đêm trong họ Noctuidae.